# 安康社區

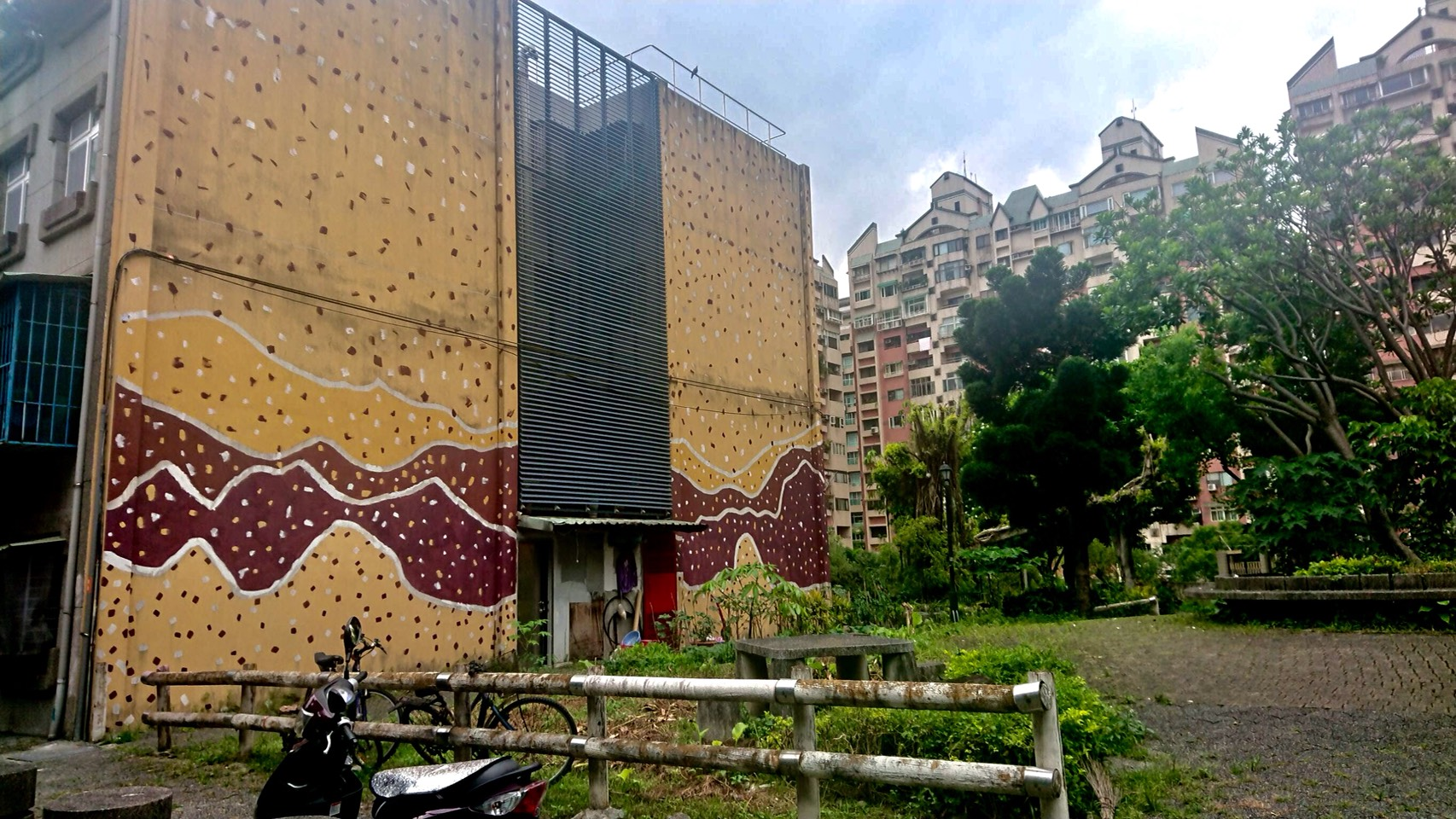
平宅

安康社區是座落於文山區興隆路四段兩側上的平價住宅，緊鄰木柵公園，曾是臺北市最大的平宅社區，為提供低收入戶免費借住的公有社會福利住宅（目前每戶每月僅需支付臺幣一千元以下的管理費），由社會局主管，居住人口約有兩千五百多人。由於房屋外觀陳舊、內部擁擠，常被外界貼上污名化的標籤。2012 年台北市政府宣布將全面改建。陸續完工為「興隆社會住宅」。

## 歷史沿革

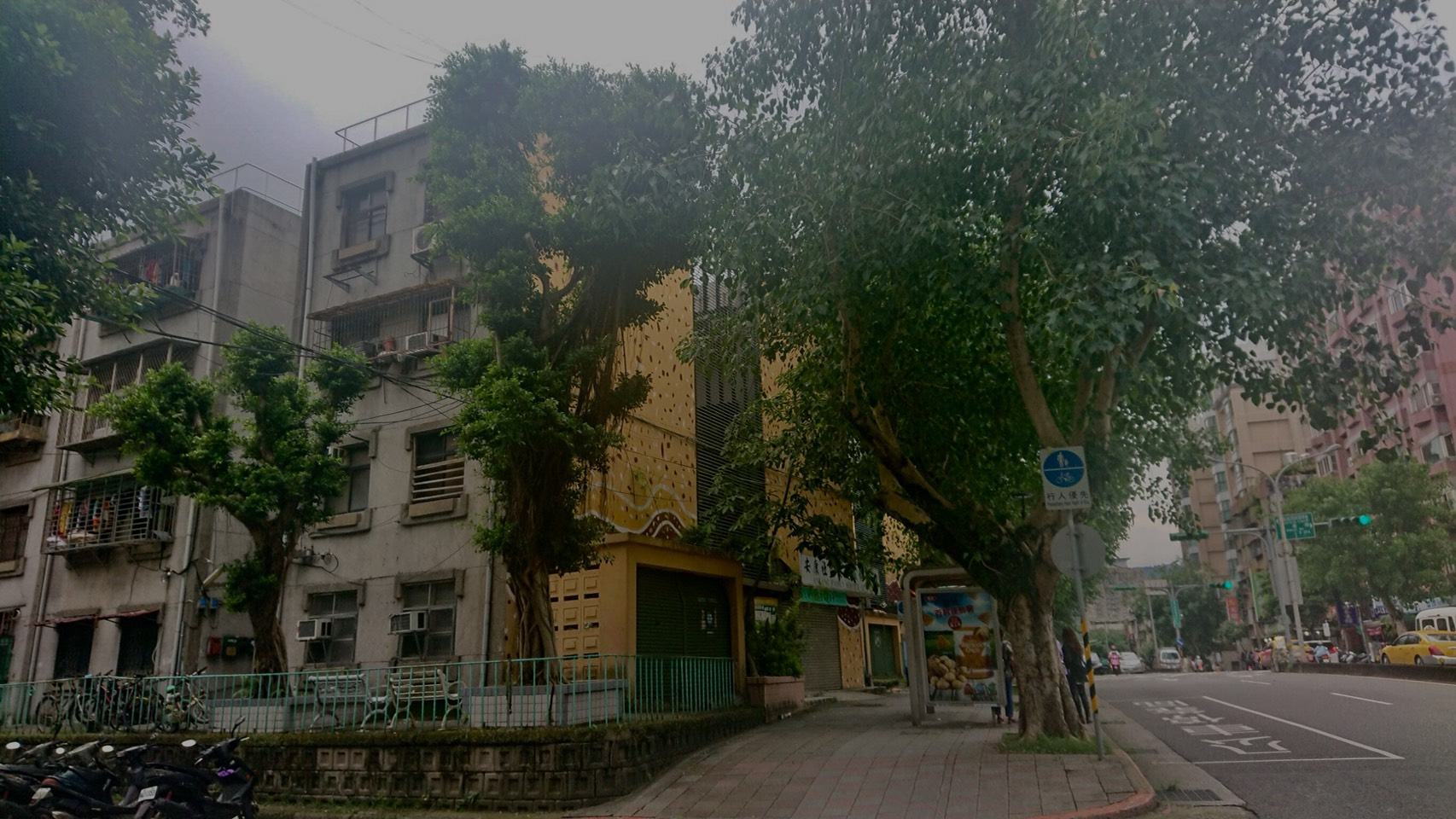
平宅

1975年，南北越統一為越南社會主義共和國，台灣接納上千名來自「赤化」地區的難民。同一年，政府為解決台北市貧民居住問題，政府將遷移大片公墓，興建1,020戶平宅。「安康社區」，是全國規模最大的「平價住宅」，當時來台的許多越南難僑被安置於此。

## 人口組成
社區居民多為未成年人口(29%)、單親家庭(27%)、身心障礙者(23%)、越南華僑(21%)

## 面臨問題

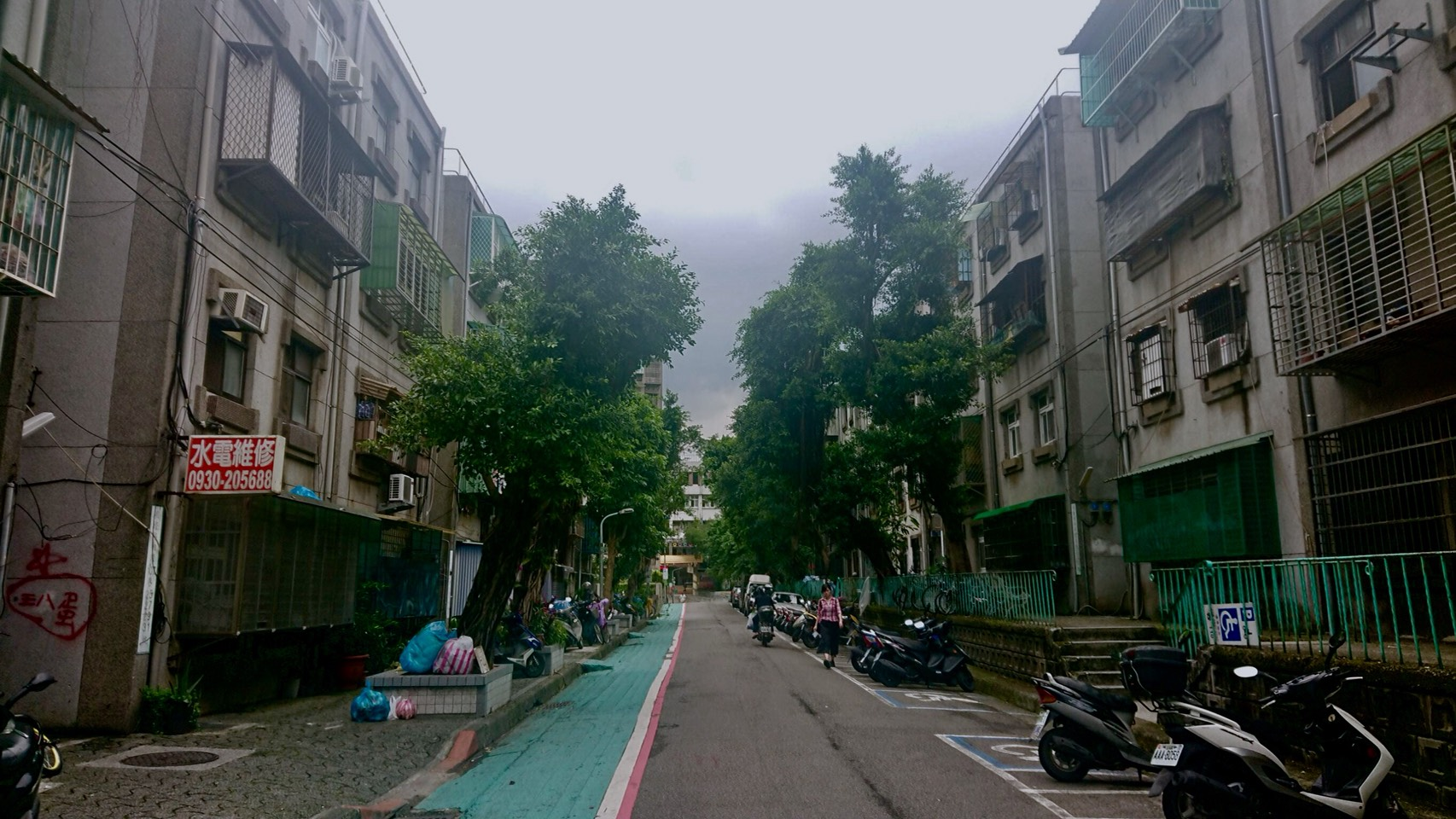
安康社區街景

安康社區內部一直為人詬病的問題就是社區有過多的未成年人口，社福單位引進各式資源，希望在家庭功能不佳及環境不良的影響下，樹立典範；但不管是課程還是活動，居民參與度極低。貧窮或經濟條件不佳，低收入戶群很容易形成一種氛圍或生態，大家在乎的是怎麼樣維持這個身分，脫貧的動力比較低。「毒品」，幾乎是安康社區眾多青少年的縮影，持有率極高，曾經被台北市政府列為「青春專案」的重點地區。

## 政府作為
興建興隆公宅提供資源給最需要的人，未來居民在此最長只能居住十二年。安康社區轉型為興隆公宅，對於社區發展以及轉型有極大的幫助，但同時審視原居民的負擔能力，真正給予安康居民更好的生活、脫離貧困。開放一般居民和安康社區原居民混住的興隆公宅分成三期興建，預計在2024年全部完工，屆時安康社區將全面走入歷史。